# Municipio de Sangamon Valley
El municipio de Sangamon Valley (en inglés: Sangamon Valley Township) es un municipio ubicado en el condado de Cass en el estado estadounidense de Illinois. En el año 2010 tenía una población de 328 habitantes y una densidad poblacional de 3,18 personas por km².

## Geografía
El municipio de Sangamon Valley se encuentra ubicado en las coordenadas 40°0′48″N 90°12′58″O / 40.01333, -90.21611. Según la Oficina del Censo de los Estados Unidos, el municipio tiene una superficie total de 103.12 km², de la cual 102,85 km² corresponden a tierra firme y (0,26 %) 0,27 km² es agua.

## Demografía
Según el censo de 2010, había 328 personas residiendo en el municipio de Sangamon Valley. La densidad de población era de 3,18 hab./km². De los 328 habitantes, el municipio de Sangamon Valley estaba compuesto por el 98,78 % blancos, el 0,3 % eran amerindios, el 0,3 % eran asiáticos y el 0,61 % eran de una mezcla de razas. Del total de la población el 1,52 % eran hispanos o latinos de cualquier raza.